# Naissance en 969
Naissance
- 965
- 966
- 967
- 968
- 969
- 970
- 971
- 972
- 973

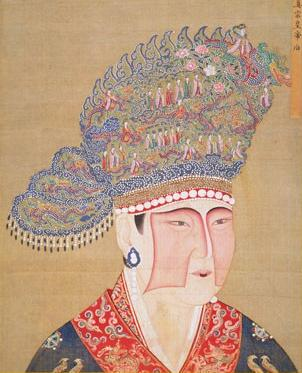
Liu née en 969.

Cette page dresse une liste de personnalités nées au cours de l'année 969 :
- Hilal al-Sabi' (en), historien, bureaucrate et écrivain arabe.
- Liu (en), impératrice de la dynastie Song.
- Nathar Shah (en) saint de l'Islam.

date incertaine (vers 969)
- Guillaume V d'Aquitaine, comte de Poitiers et duc d'Aquitaine.

## Crédit d'auteurs
- Cet article est partiellement ou en totalité issu de l'article intitulé « 969 » (voir la liste des auteurs).